# Halbeinfache Lie-Gruppe
In der Mathematik ist eine halbeinfache Lie-Gruppe eine zusammenhängende Lie-Gruppe, deren Lie-Algebra halbeinfach ist.

## Äquivalente Charakterisierungen
Eine zusammenhängende Lie-Gruppe ist genau dann halbeinfach, wenn sie eine der folgenden äquivalenten Bedingungen erfüllt:
- die Killing-Form ist nicht-ausgeartet,
- es gibt keine normalen nicht-trivialen auflösbaren Untergruppen,
- es gibt keine normalen nicht-trivialen abelschen Untergruppen.

## Beispiele
- Spezielle lineare Gruppen: {\displaystyle SL(n,\mathbb {R} )}, {\displaystyle SL(n,\mathbb {C} )}
- Spezielle orthogonale Gruppe {\displaystyle SO(p,q)}
- Symplektische Gruppe {\displaystyle Sp(n)}
- Die obigen Beispiele sind einfache Lie-Gruppen. Die direkten Produkte endlich vieler einfacher Lie-Gruppen sind ebenfalls halbeinfache Lie-Gruppen.
- Halbeinfache algebraische Gruppen über {\displaystyle \mathbb {C} } sind halbeinfache Lie-Gruppen.

## Maximal kompakte Untergruppe
Zu einer halbeinfachen Lie-Gruppe {\displaystyle G} gibt es eine bis auf Konjugation eindeutige maximale kompakte Untergruppe {\displaystyle K}. Beispielsweise ist SO(n) eine maximal kompakte Untergruppe von {\displaystyle SL(n,\mathbb {R} )} und SU(n) eine maximal kompakte Untergruppe von {\displaystyle SL(n,\mathbb {C} )}.

## Symmetrischer Raum
Sei {\displaystyle K} eine maximal kompakte Untergruppe der (nicht-kompakten) halbeinfachen Lie-Gruppe {\displaystyle G}. Der Quotient {\displaystyle G/K} ist ein symmetrischer Raum von nichtkompaktem Typ. 
Der duale symmetrische Raum wird mit {\displaystyle G^{u}/K} bezeichnet. Seine Isometriegruppe {\displaystyle G^{u}} ist eine kompakte Lie-Gruppe.